# Kalagonda, Hirekerur
Kalagonda là một làng thuộc tehsil Hirekerur, huyện Haveri, bang Karnataka, Ấn Độ.